# Liste der Baudenkmäler in Alesheim
Auf dieser Seite sind die Baudenkmäler in der mittelfränkischen Gemeinde Alesheim zusammengestellt. Diese Tabelle ist eine Teilliste der Liste der Baudenkmäler in Bayern. Grundlage ist die Bayerische Denkmalliste, die auf Basis des Bayerischen Denkmalschutzgesetzes vom 1. Oktober 1973 erstmals erstellt wurde und seither durch das Bayerische Landesamt für Denkmalpflege geführt wird. Die folgenden Angaben ersetzen nicht die rechtsverbindliche Auskunft der Denkmalschutzbehörde.

## Baudenkmäler nach Ortsteilen

### Alesheim
| Lage                               | Objekt                                          | Beschreibung | Akten-Nr.              | Bild           |
| ---------------------------------- | ----------------------------------------------- | --- | ---------------------- | -------------- |
| Gunzenhausener Straße (Standort)   | Scheune                                         | Massiver Satteldachbau, wohl frühes 19. Jahrhundert, mit Wappenstein (Deutschorden), bezeichnet „1595“ | D-5-77-113-19 Wikidata | BW             |
| Gunzenhausener Straße 6 (Standort) | Wohnstallhaus                                   | Über hakenförmigem Grundriss, eingeschossiger giebelständiger Satteldachbau, teilweise erhaltene Zwicktascheneindeckung, erste Hälfte 19. Jahrhundert, Erweiterung des Stallteiles und Anbau Scheune bezeichnet „1884“   | D-5-77-113-23 Wikidata | BW             |
| Kirchengasse 6 (Standort)          | Ehemalige Pfarrscheune                          | Langgezogener Satteldachbau, im Kern 18. Jahrhundert | D-5-77-113-3 Wikidata  | BW             |
| Kirchengasse 8 (Standort)          | Ehemalige Zehntscheune                          | Massiv mit Krüppelwalmdach, wohl 18. Jahrhundert | D-5-77-113-2 Wikidata  | BW             |
| Kirchengasse 20 (Standort)         | Evangelisch-lutherische Pfarrkirche St. Emmeram | Chorturmkirche, Turmuntergeschoss mittelalterlich, Obergeschoss 1738, Langhaus 1540, im 18. Jahrhundert erweitert und barockisiert, Turm mit Kuppeldach und Laterne; mit Ausstattung Kirchhofmauer, wohl 18. Jahrhundert | D-5-77-113-1 Wikidata  | weitere Bilder |
| Weimersheimer Straße 4 (Standort)  | Bauernhaus                                      | Großes zweigeschossiges Gebäude mit steilem Satteldach, in Ecklage, bezeichnet „1881“ Austragshaus, zweigeschossiger Satteldachbau, Giebel mit Zierfries, bezeichnet „1906“ Eiserner Hofzaun, um 1880                    | D-5-77-113-20 Wikidata | BW             |
| Weimersheimer Straße 12 (Standort) | Eiserner Hofzaun                                | Um 1883 Eiserner Brunnen, gleichzeitig | D-5-77-113-4 Wikidata  | BW             |

### Störzelbach
| Lage                       | Objekt          | Beschreibung | Akten-Nr.             | Bild |
| -------------------------- | --------------- | --- | --------------------- | ---- |
| Störzelbach 5 a (Standort) | Gemeindeturm    | Viergeschossig, mit Zeltdach, 1901                                                                                     | D-5-77-113-7 Wikidata | BW   |
| Störzelbach 17 (Standort)  | Ehemalige Mühle | Wohngebäude eines Dreiseithofes, eingeschossiger Satteldachbau, bezeichnet „1792“, Veränderungen Mitte 19. Jahrhundert | D-5-77-113-6 Wikidata | BW   |

### Trommetsheim
| Lage                                                                                  | Objekt                                          | Beschreibung | Akten-Nr.              | Bild                        |
| ------------------------------------------------------------------------------------- | ----------------------------------------------- | --- | ---------------------- | --------------------------- |
| Vor Hauptstraße 4 (alte Hausnummer 10) (Standort)                                     | Entfernungsstein                                | Erste Hälfte 19. Jahrhundert | D-5-77-113-14 Wikidata | BW                          |
| Hauptstraße 6 (Standort)                                                              | Bauernhaus eines Dreiseithofes                  | Eingeschossiger Bau mit steilem Satteldach, zweite Hälfte 19. Jahrhundert                                                                                                  | D-5-77-113-8 Wikidata  | BW                          |
| Hauptstraße 13 (Standort)                                                             | Wohnstallhaus                                   | Zweigeschossiger Walmdachbau, Ende 18. Jahrhundert; Scheune, Satteldachbau, einseitig abgewalmt, Bruchsteinmauerwerk, 18. Jahrhundert, um 1900 erweitert                   | D-5-77-113-18 Wikidata | BW                          |
| Kirchstraße 1 (Standort)                                                              | Bauernhaus                                      | Zweigeschossiger giebelständiger Satteldachbau, bezeichnet „1888“ Nebengebäude, ehemaliges Austragshaus, eingeschossiger Satteldachbau, wohl zweite Hälfte 19. Jahrhundert | D-5-77-113-10 Wikidata | BW                          |
| Kirchstraße 10; Nähe Kirchstraße (Standort)                                           | Ehemaliger Pfarrhof                             | Pfarrhaus, zweigeschossiger Satteldachbau, 1699 erbaut, 1793 umgebaut Nördlich ehemaliger Pfarrgarten, mit Ummauerung, wohl 18. Jahrhundert                                | D-5-77-113-22 Wikidata | BW                          |
| Kirchstraße 11 (Standort)                                                             | Evangelisch-lutherische Pfarrkirche St. Emmeram | Chorturmkirche, Turm mittelalterlich, Langhaus gotisch, 1702 umgebaut, Turm mit Spitzhelm; mit Ausstattung; mit Kirchhofummauerung, 18./19. Jahrhundert                    | D-5-77-113-12 Wikidata | weitere Bilder              |
| Bühl, an der Verbindungsstraße nach Alesheim gegenüber Einmündung Römerweg (Standort) | Flurdenkmal                                     | Steinstele auf beckenartigem Basisstein, wohl spätmittelalterlich | D-5-77-113-21 Wikidata | Flurdenkmal                 |
| Kreisstraße WUG 4, an der Straße nach Kattenhochstatt (Standort)                      | Grenz- und Vermessungsstein                     | 18. Jahrhundert | D-5-77-113-15 Wikidata | Grenz- und Vermessungsstein |

### Wachenhofen
| Lage                      | Objekt                                                       | Beschreibung | Akten-Nr.              | Bild                                                         |
| ------------------------- | ------------------------------------------------------------ | --- | ---------------------- | ------------------------------------------------------------ |
| In Wachenhofen (Standort) | Evangelisch-lutherische Filialkirche, ehemals St. Hieronymus | Chorturmkirche, Chorturmuntergeschoss wohl mittelalterlich, Obergeschoss 18. Jahrhundert, Turm mit Spitzhelm, Langhaus neugotisch, nach Plänen von Wilhelm Langenfaß, 1870/71; mit Ausstattung; Kirchhofmauer südlich der Kirche, wohl 18./19. Jahrhundert | D-5-77-113-17 Wikidata | Evangelisch-lutherische Filialkirche, ehemals St. Hieronymus |

## Ehemalige Baudenkmäler
In diesem Abschnitt sind Objekte aufgeführt, die früher einmal in der Denkmalliste eingetragen waren, jetzt aber nicht mehr. Objekte, die in anderem Zusammenhang also z. B. als Teil eines Baudenkmals weiter eingetragen sind, sollen hier nicht aufgeführt werden. Aktennummern in diesem Abschnitt sind ehemalige, jetzt nicht mehr gültige Aktennummern.

| Lage                                 | Objekt  | Beschreibung                                | Akten-Nr.             | Bild |
| ------------------------------------ | ------- | ------------------------------------------- | --------------------- | ---- |
| Störzelbach Störzelbach 1 (Standort) | Altsitz | Dazugehörig, erdgeschossig, 19. Jahrhundert | D-5-77-113-5 Wikidata | BW   |